# Martin-Gropius-Bau
Martin-Gropius-Bau é um museu localizado na capital alemã de Berlim. Foi construído por Martin Gropius e Heino Schieden no estilo renascentista e inaugurado em 1881.